# Georges Dalmagne
Georges Dalmagne, né le 10 septembre 1860 au Lude (Sarthe) et mort le 27 avril 1948 à La Chapelle-Saint-Aubin (Sarthe), est un homme politique français.
Négociant en fruits et primeurs, il est trésorier de la chambre de commerce du Mans. Maire du Lude, il est conseiller général et député de la Sarthe de 1924 à 1928, inscrit au groupe radical et radical-socialiste.

## Sources
- « Georges Dalmagne », dans le Dictionnaire des parlementaires français (1889-1940), sous la direction de Jean Jolly, PUF, 1960 [détail de l’édition]